# TT155
TT155 (Theban Tomb 155) è la sigla che identifica una delle Tombe dei Nobili ubicate nell’area della cosiddetta Necropoli Tebana, sulla sponda occidentale del Nilo dinanzi alla città di Luxor, in Egitto. Destinata a sepolture di nobili e funzionari connessi alle case regnanti, specie del Nuovo Regno, l'area venne sfruttata, come necropoli, fin dall'Antico Regno e, successivamente, sino al periodo Saitico (con la XXVI dinastia) e Tolemaico.

## Titolare
TT155 era la tomba di:
| Titolare | Titolo | Necropoli       | Dinastia/Periodo                         | Note                  |
| -------- | --- | --------------- | ---------------------------------------- | --------------------- |
| Intef    | Grande araldo del re, Principe ereditario, Custode del sigillo reale, Primo compagno del re, Capo delle Oasi, Nomarca e Direttore dei granai reali | Dra Abu el-Naga | XVIII dinastia (Hatshepsut-Thutmosi III) | versante sud del wadi |

## Biografia
Nessuna notizia biografica ricavabile dalle poche e malridotte pitture parietali. Le scene riportate sulla parete posteriore del vestibolo trasversale specie sui pilastri e, segnatamente, quello contrassegnato dal numero 6 in planimetria, sottolineavano graficamente gli incarichi di Intef, incarichi peraltro riportati più estesamente in una stele, oggi al Louvre (cat. C26), di cui non si conosce però la collocazione originaria. Secondo la stele, Intef portava i resoconti al re, introduceva a lui i postulanti o comunque chi chiedeva di conferire con lui, faceva da portavoce delle sue volontà verso gli altri, fungeva da quartiermastro durante le campagne di guerra e "[…] calcolava le tasse dovute dai funzionari, dai sindaci e dai capi dei distretti […]".

## La tomba
Planimetricamente la tomba, scavata direttamente nella roccia, si sviluppa partendo da un cortile con un'ampia sala trasversale con cinque grandi pilastri; altri pilastri sono accennati nella roccia, ma non vennero ultimati. Da tale vestibolo si diparte una sala perpendicolare alla precedente che termina in una seconda sala trasversale. I dipinti parietali sono seriamente danneggiati e praticamente illeggibili se non attraverso le descrizioni e le rese intervenute nel tempo come i disegni di Säve-Söderberg della fine degli anni ’50 del secolo scorso.
Nella prima sala (1 in planimetria) un uomo che porta una stuoia, su cui sono disposti cibi; poco oltre (2) i resti di una falsa porta con preti sem su ciascun lato. Su altra parete (3) il defunto con un figlio (di cui non è indicato il nome) e un fratello (forse Ahmosi) ispezionano, su cinque registri sovrapposti, la consegna di tributi da parte di popolazioni straniere, (tra cui i Keftiu), siriani con carri e vasi di fiori, e la registrazione dei prodotti provenienti dalle oasi; poco oltre (4) il defunto con la moglie, sotto la cui sedia un bambino nubiano offre datteri a una scimmia, e il fratello Ahmosi (?) ispezionano, su quattro registri, ufficiali e militari armati, operazioni di pesatura e trasporto dell'oro. Su altra prete (5), su due registri, il defunto e la famiglia praticano la pesca e la cacciagione; vengono rappresentati, inoltre, un ippopotamo arpionato mentre un coccodrillo mangia del pesce; in altra scena, di carattere anche comico, detta della "vendemmia", alcuni Apiru (o Khabiru) raccolgono e pigiano le uve mentre un supervisore assaggia il vino, offertogli da una fanciulla, e uomini provvedono a versare il prodotto in giare per l'immagazzinamento in una cantina sorvegliata da un uomo addormentato. Su un pilastro (6) il defunto con un'oca sotto la sedia e frammenti, noti solo da riproduzioni di Säve-Söderberg, di conciatori di pellame, costruttori di carri, raccoglitori e preparatori di fogli di papiro, navi da trasporto commerciale e graffiti in ieratico.
Un breve corridoio sulle cui pareti (7) il defunto è rappresentato dinanzi al nome di Horus, dà accesso a una sala perpendicolare alla precedente, sulle cui pareti sono rilevabili scarse tracce di dipinti parietali, tra cui (8-9) resti della processione funeraria e riti di purificazione della mummia e, sulla parete opposta (10), su due registri, resti di animali di una scena di caccia con i carri. Poco oltre (11) resti di scene con uccelli, bestiame e prodotti delle terre settentrionali.

## Reperti musealizzati
- Stele con doppia scena: il figlio Teti sulla sinistra e il fratello Ahmosi sulla destra inginocchiati dinanzi al defunto e "consigli ai viventi". Oggi al Museo del Louvre (cat. C26);
- Frammenti di figure crollate, compresa l'immagine di un vecchio, noti solo da riproduzioni di Säve-Söderberg e N. de Garis Davies.

### I tributi stranieri
Una delle scene parietali della camera trasversale (3) è relativa alle cosiddette "processioni egee", o "dei tributi stranieri" o, ancora, "processioni Keftiw". Le processioni dei tributari rappresentavano la consegna di "tributi" da regioni assoggettate all'Egitto o, comunque, in rapporti con il Paese. Si ritiene, tuttavia che gli oggetti presentati dalle delegazioni Keftiw, ovvero secondo la maggior parte degli studiosi i minoici, rappresentate in almeno sei Tombe dei Nobili, non costituissero un "tributo" nel senso letterale del termine, bensì doni da popolazioni non assoggettate, ma in rapporti commerciali o diplomatici paritetici. Tra i tributari rappresentati nella TT155 (3), i personaggi individuati come egei ci sono oggi restituiti solo dai disegni di Säve-Söderberg che furono a loro volta ricavati da dipinti già pesantemente danneggiati.
I doni recati dagli "egei", sebbene non perfettamente intelligibili (forse fasci di frecce), rispetto a quelli offerti da rappresentanti di altri popoli (come i siriani o i nubiani) sembrano avere maggiormente un valore simbolico più che venale. Ben poco si può aggiungere a proposito degli abiti indossati  giacché i dipinti, e le restituzioni moderne, sono pesantemente mutilati proprio nella fascia centrale.

### Annotazioni
1. ↑  La numerazione dei locali e delle pareti segue quella di Porter e Moss 1927, p. 264.
2. ↑  La prima numerazione delle tombe, dalla numero 1 alla 253, risale al 1913 con l’edizione del "Topographical Catalogue of the Private Tombs of Thebes" di Alan Gardiner e Arthur Weigall. Le tombe erano numerate in ordine di scoperta e non geografico; ugualmente in ordine cronologico di scoperta sono le tombe dalla 253 in poi.
3. ↑  I campi della Duat, ovvero l'aldilà egizio, si trovavano, secondo le credenze, proprio sulla riva occidentale del grande fiume.
4. ↑  Nella sua epoca di utilizzo, l'area era nota come "Quella di fronte al suo Signore" (con riferimento alla riva orientale, dove si trovavano le strutture dei Palazzi di residenza dei re e i templi dei principali dei) o, più semplicemente, "Occidente di Tebe".
5. ↑  le Tombe dei Nobili, benché raggruppate in un'unica area, sono di fatto distribuite su più necropoli distinte.
6. ↑  Le note, sovente di inquadramento topografico della tomba, sono tratte dal "Topographical Catalogue" di Gardiner e Weigall, ed. 1913 e fanno perciò riferimento alla situazione dell'epoca.
7. ↑  Titolo, in questo caso, onorifico che non necessariamente comportava l'effettiva prevista ascesa al trono.
8. ↑  Si ritiene che la stele fosse posizionata sul lato corto del vestibolo, in posizione simmetrica rispetto a quella contrassegnata, in planimetria, con il n.ro 2.
9. ↑  La parte meglio conservata è quella della cosiddetta "vendemmia" in cui sono perfettamente riportate le varie fasi di produzione del vino (dalla vendemmia, alla pigiatura dell’uva, alla pressatura, all'"imbottigliamento".
10. ↑  Il "sem" era il prete, o l'erede, cui competeva la cerimonia di apertura della bocca per consentire al defunto di vivere pienamente della Duat.
11. ↑  Alcuni vedono negli Apiru, o Khabiru, gli Ebrei giunti nel territorio egiziano come nomadi, poi stanzializzati. Altri ritengono di poter individuare con tale nome non un popolo, bensì una sorta di classe sociale di immigrati o di rifugiati privi, cioè, di una connotazione etnica unica e di un proprio territorio. Sotto Thutmosi III sono indicati come "vignaioli", ed Amenhotep II in un suo resoconto, narrò di averne catturati 3.600 durante una campagna contro Mitanni.
12. ↑  Il termine egizio per indicare i popoli egei, e segnatamente quelli minoici, era Keftiw. Benché non esista unanimità in tale identificazione, tuttavia la grande maggioranza degli studiosi indica il termine Keftiw come individuazione certa del popolo cretese nei contatti con l'Antico Egitto del Bronzo Tardo.
13. ↑  Le cosiddette "processioni egee", o "dei tributi stranieri", o "processioni Keftiw", si ripetono in altre cinque tombe dei nobili oltre la TT155, tutte concentrate nella XVIII dinastia e in un arco temporale di circa 100 anni: TT39, di Puyemra, Secondo Profeta di Amon durante il regno di Thutmosi III; TT71, di Senenmut, architetto durante il regno di Hatshepsut; TT86, di Menkheperreseneb Primo Profeta di Amon sotto Thutmosi III; TT100, di Rekhmira Visir di Thutmosi III; TT131, di Useramon, anch'egli visir sotto Thutmosi III.
14. ↑  Nella TT39 di Puyemra quattro personaggi vengono designati come "Capi stranieri dell’Asia più lontana" (Panagiotopulos 2006|pp. 370-412)
15. ↑  Particolare normalmente utilizzato negli studi per individuare la provenienza di personaggi stranieri.

### Fonti
1. ↑  Gardiner e Weigall 1913.
2. ↑  Donadoni 1999,  p. 115.
3. 1 2  Porter e Moss 1927,  p. 263.
4. ↑  Gardiner e Weigall 1913, pp. 30-31.
5. ↑  Davies 1932, pp. 51-56.
6. 1 2  Save 1957.
7. ↑  Save 1957,  pp. 12-13, tavole 1-10 e 12-27.
8. ↑  Save 1957,  p. 19, tavola 19.
9. ↑  Save 1957,  p. 20, tavole 16-17.
10. ↑  Save 1957,  pp. 20-21, tavola 16.
11. ↑  Panagiotopulos 2006, pp. 370-412.
12. 1 2  Panagiotopulos 2001, pp. 163-283.
13. ↑  Panagiotopoulos 2006.
14. ↑  Porter e Moss 1927,  pp. 263-265.